# Schraubkupplung
Eine Schraubkupplung ist eine vorrangig in der Hydraulik, aber auch in anderen Bereichen der Fluidtechnik eingesetzte Verbindung über eine Verschraubung. Oft stellt die Verschraubung jedoch nur einen Teil der Schraubkupplung dar. In vielen Fällen sind beide Hälften (Stecker und Buchse) jeweils mit einem Rückschlagventil ausgestattet.
Sind die Rückschlagventile etwa als Kugelventile ausgeführt, so wird die Kugel vom Kugelventil des Steckers und die Kugel vom Kugelventil der Buchse im eingekuppelten Zustand jeweils wechselseitig voneinander berührt und eingedrückt. Dadurch öffnen die Rückschlagventile an beiden Kupplungshälften und gestatten auf diese Weise den Durchfluss des Fluids. Kegelige Ventilsitzelemente mit Stumpf sind in den Rückschlagventilen natürlich ebenso denkbar wie Kugeln.
Eine Schraubkupplung kann höheren Druck und stärkere Impulse aushalten als eine Steckkupplung. Die Herstellung ist jedoch teuer, das Kuppeln ist aufwändiger.
Für die Verschraubung sind Zollmaße üblich.
Die Schraubkupplung bildet eine Typklasse der Schnelltrennkupplungen. Als Anforderungskriterien für hydraulische Schnelltrennkupplungen sind geringer Lufteinschluss beim Kuppelvorgang und eine leckfreie Verbindung zu nennen.
Sicherheits-Schnelltrennkupplungen für Druckluft können nach der „Prüf- und Zertifizierungsordnung der Prüf- und Zertifizierungsstellen im DGUV Test“ geprüft und zertifiziert werden.